# Óscar Sánchez Fuentes
Pour les articles homonymes, voir Óscar Sánchez, Sánchez et Fuentes.
Óscar Sánchez Fuentes est un footballeur espagnol né le 19 décembre 1979 à Murcie.

## Carrière
- 1997-98 : CP Amorós  Espagne
- 1998-99 : CP Amorós  Espagne
- 1999-00 : Atlético de Madrid B  Espagne
- 2000-01 : Atlético de Madrid B  Espagne
- 2001 : Real Jaén  Espagne
- 2001-02 : CD Badajoz  Espagne
- 2002-03 : Real Valladolid  Espagne
- 2003-04 : Real Valladolid  Espagne
- 2004-05 : Real Valladolid  Espagne
- 2005-06 : Real Valladolid  Espagne
- 2006-07 : Real Valladolid  Espagne
- 2007-08 : Real Valladolid  Espagne
- 2009-2014 : Real Murcie  Espagne